# Unidos do Capão
Associação Recreativa Carnavalesca Unidos do Capão foi uma escola de samba do município de Sapucaia do Sul, região metropolitana de Porto Alegre.

## História
A Unidos do Capão foi fundada em 22 de novembro de 1995. Suas cores são o vermelho e o branco. Seu símbolo é um tigre. A escola foi por seis vezes campeã do carnaval do seu município. 
A entidade fez sua estreia nos desfiles de Porto Alegre no ano de 2000, apresentando o enredo "Brasil 500 anos: A descoberta". Foi campeã duas vezes na categoria de Acesso, a primeira em 2006 apresentando "Zumbi dos Palmares do sonho à liberdade", porém essa conquista não lhe deu o direito de participar da categoria Especial pois, nesse ano, os grupos do carnaval da capital gaúcha foram reformulados. A segunda ocorreu em 2008, fazendo uma homenagem a sua cidade natal, conquistou novamente o título do Acesso e a vaga na categoria Especial. Em 2009 apresentou como enredo a história do cavalo crioulo, da sua origem aos dias atuais.

## Segmentos

### Presidentes
| Nome                 | Mandato        | Ref.  |
| -------------------- | -------------- | ----- |
| Cigano               | ? - ?          |       |
| Alessandro Nicoletti | ? - atualidade | [ 1 ] |

### Diretores
| Ano  | Diretor de Carnaval | Mestre de bateria | Ref.  |
| ---- | ------------------- | ----------------- | ----- |
| 2016 | Walmir Oliveira     | Boneco            | [ 2 ] |

### Casal de Mestre-sala e Porta-bandeira
| Ano  | Nome            | Ref.  |
| ---- | --------------- | ----- |
| 2016 | Tica e Fernanda | [ 2 ] |

## Carnavais
| Ano                       | Colocação   | Grupo (Porto Alegre) | Sapucaia do Sul | Enredo                                                                                          | Carnavalesco         | Intérprete    | Ref.                        |
| ------------------------- | ----------- | -------------------- | --------------- | ----------------------------------------------------------------------------------------------- | -------------------- | ------------- | --------------------------- |
| 2000                      | *           | Acesso               |                 | Brasil 500 anos: a descoberta.                                                                  |                      |               | [ 3 ]                       |
| 2001                      | 7º lugar    | Acesso               |                 |                                                                                                 |                      |               |                             |
| 2002                      | *           | *                    |                 |                                                                                                 |                      |               |                             |
| 2003                      | *           | *                    | Campeã          |                                                                                                 |                      |               |                             |
| 2004                      | Vice-campeã | Acesso               | Campeã          | Terra: Planeta Água.                                                                            |                      |               | [ 4 ]                       |
| 2005                      | Vice-campeã | Acesso               | Campeã          | Porto Alegre a minha mão "tá" ai.                                                               |                      |               | [ 5 ]                       |
| 2006                      | Campeã      | Acesso               | Campeã          | Zumbi dos Palmares do sonho à liberdade.                                                        |                      | Pitoco        | [ 6 ] [ 7 ]                 |
| 2007                      | Vice-campeã | Acesso               | Campeã          | É show e luz, é arte, energia e vibração. E na avenida vou roubar teu coração                   |                      | Rudi          | [ 8 ] [ 9 ]                 |
| 2008                      | Campeã      | Acesso               | Hors concours   | Unidos do Capão e Sapucaia do Sul um verdadeiro caso de amor.                                   |                      | Flávio Junior | [ 10 ] [ 11 ]               |
| 2009                      | 13º lugar   | Especial             | Hors Concours   | O rei da América. Da origem ao Freio de Ouro. Meu cavalo paixão é crioulo.                      | Edson Santos (Dico)  | Césinha       | [ 12 ] [ 13 ] [ 14 ] [ 15 ] |
| 2010                      | 6º lugar    | A                    | Hors Concours   | De siberianos aos de bengala, o tigre: origens, simbolismos, histórias!                         |                      |               | [ 16 ] [ 17 ]               |
| 2011                      | 6º lugar    | Acesso               | Hors Concours   | Liberdade que o meu canto é de vitória.                                                         |                      |               | [ 18 ] [ 19 ]               |
| 2012                      | Vice-campeã | Acesso               | Hors Concours   | O Tigre Guerreiro chegou para contar que a Amazônia devemos preservar.                          |                      | Zinho Melodia | [ 1 ] [ 20 ]                |
| 2013                      | Vice-campeã | Acesso               | Hors Concours   | Assim Se Fez o Destino, 2013 Brilha a Estrela Fiel da Nação Lula: Corintiano e Unidos do Capão. | Comissão de Carnaval | Zinho Melodia | [ 21 ] [ 22 ] [ 23 ]        |
| 2014                      | Vice-campeã | A                    | Hors Concours   | De Santa Tereza para o mundo, uma história real - Fábio Koff, o Imortal.                        | Comissão de Carnaval | Zinho Melodia | [ 24 ] [ 25 ] [ 26 ]        |
| 2015                      | Campeã      | A                    | Hors Concours   | Líder de uma Família, Herói de uma Nação, Campeão de Tudo, Eterno Capitão.                      |                      | Zinho Melodia | [ 27 ] [ 28 ] [ 29 ] [ 30 ] |
| 2016                      | 9º lugar    | Especial             | *               | Samba e Saúde: Nas Garras do Tigre, a Parceria Perfeita!                                        | Chico Espuma         | Alan Cardozo  | [ 2 ] [ 31 ]                |
| Licenciada de 2017 a 2019 |             |                      |                 |                                                                                                 |                      |               |                             |

## Títulos
- Campeã de Sapucaia do Sul: 2003, 2004, 2005, 2006,[33] 2007[8]
- Campeã do Grupo de Acesso: 2006,[34] 2008,[35]
- Campeã do Grupo Intermediário-A: 2015

## Prêmios
Estandarte de Ouro em Porto Alegre
Grupo A
- 2010: Mestre-sala e porta-bandeira.[36]
- 2013: Fantasias, mestre-sala e porta-bandeira, alegorias, comissão de frente e ala das baianas.[37]

Grupo de Acesso
- 2012: Mestre-sala e porta-bandeira, evolução, fantasia, melhor ala, musa/rainha de bateria, passista masculino e 1ª porta-estandarte.[38]